# Campeonato Sul-Americano de Atletismo Juvenil de 1978
O Campeonato Sul-Americano de Atletismo Juvenil de 1978 foi a 5ª edição da competição de atletismo organizada pela CONSUDATLE, para atletas com até 17 anos, classificados como juvenil. O evento foi realizado na cidade de Montevidéu, no Uruguai, entre 11 e 13 de novembro de 1978. Contou com a presença de aproximadamente 179 atletas de sete nacionalidades distribuídos em 33 provas.

## Medalhistas
Esses foram os resultados do campeonato. Resultados completos podem ser encontrados no site "World Junior Athletics History". 

### Masculino
| Evento                      | Ouro                                                                          | Ouro   | Prata                                                                             | Prata  | Bronze                                                                       | Bronze |
| --------------------------- | ----------------------------------------------------------------------------- | ------ | --------------------------------------------------------------------------------- | ------ | ---------------------------------------------------------------------------- | ------ |
| 100 metros                  | Hugo Alzamora (ARG)                                                           | 10.89  | Enrique Tapia (CHI)                                                               | 10.93  | Roberto Herrera (CHI)                                                        | 11.27  |
| 200 metros                  | Hugo Alzamora (ARG)                                                           | 22.30  | Enrique Tapia (CHI)                                                               | 22.41  | Norberto Cedeño (VEN)                                                        | 22.84  |
| 400 metros                  | Joaquim Cruz (BRA)                                                            | 50.15  | Sergio Cárdenas (CHI)                                                             | 51.69  | Moisés del Castillo (PER)                                                    | 51.82  |
| 800 metros                  | Joaquim Cruz (BRA)                                                            | 1:56.1 | Reinaldo Filho (BRA)                                                              | 1:57.2 | Sergio Cárdenas (CHI)                                                        | 1:57.8 |
| 1 500 metros                | Marcelo Bancalari (CHI)                                                       | 4:04.5 | Carlos Alves (BRA)                                                                | 4:06.2 | Reinaldo Filho (BRA)                                                         | 4:07.8 |
| 3 000 metros                | Mario Varela (CHI)                                                            | 8:53.6 | Ángel Román (VEN)                                                                 | 8:55.3 | José dos Santos (BRA)                                                        | 8:56.3 |
| 110 metros barreiras        | Sidney dos Santos (BRA)                                                       | 14.3   | Ricardo de Oliveira (BRA)                                                         | 14.9   | Daniel Dubie (ARG)                                                           | 14.9   |
| 300 metros barreiras        | Ricardo de Oliveira (BRA)                                                     | 38.94  | Sidney dos Santos (BRA)                                                           | 39.13  | Daniel Dubie (ARG)                                                           | 40.22  |
| 1.500 metros com obstáculos | Carlos Alves (BRA)                                                            | 4:24.9 | Reinaldo Filho (BRA)                                                              | 4:28.8 | Johnny Moreno (VEN)                                                          | 4:37.9 |
| 4×100 metros estafetas      | Argentina · Alberto Alzamora · Ernesto Braun · Jorge Araya · Hugo Alzamora    | 43.27  | Chile · Gerardo San José · Guillermo Puebla · Roberto Herrera · Enrique Tapía     | 43.61  | Brasil · Roberto Lima · Ricardo de Oliveira · Erivaldino Souza · Pedro Souza | 44.17  |
| 4×400 metros estafetas      | Brasil · Ricardo de Oliveira · Sidney dos Santos · Pedro Souza · Joaquim Cruz | 3:25.0 | Chile · Gerardo San José · Marcelo Bancalari · Sergio Cárdenas · Guillermo Puebla | 3:27.4 | Venezuela · Douglas Murillo · Oswaldo Zea · Chaparro · Ramírez               | 3:30.1 |
| Salto em altura             | Federico Cavalcante (BRA)                                                     | 1.95   | Cristián Bastías (CHI)                                                            | 1.85   | Daniel Wolfberg (CHI)                                                        | 1.85   |
| Salto com vara              | Adolfo Trucco (ARG)                                                           | 3.65   | Francisco Cumplido (CHI)                                                          | 3.50   | Jaime Silva (CHI)                                                            | 3.50   |
| Salto em comprimento        | Márcio Macarini (BRA)                                                         | 6.74   | Marcelo Cárcamo (CHI)                                                             | 6.67   | Rubén Riguetti (URU)                                                         | 6.49   |
| Salto triplo                | Valdir Sabino (BRA)                                                           | 14.01  | Newton Klauss (BRA)                                                               | 13.75  | Juan Marcovich (PER)                                                         | 13.66  |
| Arremesso de peso           | Mario Hornos (URU)                                                            | 16.08  | José Caldera (VEN)                                                                | 15.59  | Mario Junior (BRA)                                                           | 15.50  |
| Lançamento de disco         | Luis Piasco (ARG)                                                             | 43.44  | Raúl Peralta (PAR)                                                                | 41.92  | Omar Civalero (ARG)                                                          | 41.56  |
| Lançamento do martelo       | Wilson Batista (BRA)                                                          | 48.76  | Jorge Centurión (ARG)                                                             | 44.70  | Raúl Charadía (ARG)                                                          | 39.62  |
| Lançamento do dardo         | Joel dos Santos (BRA)                                                         | 51.92  | Jorge Standen (CHI)                                                               | 51.04  | Ronaldo Alcaraz (BRA)                                                        | 50.14  |
| Hexatlo                     | Norberto Aimé (ARG)                                                           | 4048   | Ronaldo Alcaraz (BRA)                                                             | 4023   | Adolfo Marín (PAR)                                                           | 3834   |

### Feminino
| Evento                 | Ouro                                                                             | Ouro   | Prata                                                                      | Prata  | Bronze                                                                        | Bronze |
| ---------------------- | -------------------------------------------------------------------------------- | ------ | -------------------------------------------------------------------------- | ------ | ----------------------------------------------------------------------------- | ------ |
| 100 metros             | Adriana Pero (ARG)                                                               | 12.28  | Beatriz Capotosto (ARG)                                                    | 12.33  | Fabiana Arizaga (URU)                                                         | 12.70  |
| 200 metros             | Adriana Pero (ARG)                                                               | 25.43  | María Elena Labarca (CHI)                                                  | 25.60  | Fabiana Arizaga (URU)                                                         | 26.12  |
| 400 metros             | Marcela López Espinosa (ARG)                                                     | 57.38  | María Elena Labarca (CHI)                                                  | 57.87  | Alejandra Vives (ARG)                                                         | 59.28  |
| 800 metros             | Marcela López Espinosa (ARG)                                                     | 2:13.7 | Cláudia Adolfo (BRA)                                                       | 2:14.7 | Silvia Augsburger (ARG)                                                       | 2:15.4 |
| 80 metros barreiras    | Beatriz Capotosto (ARG)                                                          | 11.75  | Célia Pereira (BRA)                                                        | 12.65  | Maria Lopes (BRA)                                                             | 12.81  |
| 4×100 metros estafetas | Argentina · Adriana Pero · Beatriz Capotosto · Susana Crespo · Patricia Pedrazzi | 48.27  | Chile · Carolina Cox · Claudia Hoelzel · Isabel Kurth · María Labarca      | 49.57  | Brasil · Suzete Montalvão · Cláudia Neves · Maria Lopes · Maria Figueirêdo    | 49.88  |
| 4×400 metros estafetas | Argentina · Adriana Pero · Silvia Augsburger · Marcela López · Alejandra Vives   | 3:56.3 | Chile · Carolina Ojeda · Sara Cortés · Alexandra Pavletich · María Labarca | 3:58.1 | Brasil · Célia Pereira · Suzete Montalvão · Maria Figueirêdo · Cláudia Adolfo | 4:10.0 |
| Salto em altura        | Ana Urbano (ARG)                                                                 | 1.55   | Ivonette Nascimento (BRA)                                                  | 1.55   | Carmen Garib (CHI)                                                            | 1.50   |
| Salto em comprimento   | Adriana Duarte (BRA)                                                             | 5.53   | Beatriz Capotosto (ARG)                                                    | 5.52   | Graciela Acosta (URU)                                                         | 5.38   |
| Arremesso de peso      | Alejandra Bevacqua (ARG)                                                         | 12.14  | María Calvetti (URU)                                                       | 10.72  | Patricia Pacheco (ARG)                                                        | 10.40  |
| Lançamento de disco    | Solange Reimundo (BRA)                                                           | 33.96  | Alejandra Bevacqua (ARG)                                                   | 32.76  | Vera da Silva (BRA)                                                           | 31.70  |
| Lançamento do dardo    | Carolina Kittsteiner (CHI)                                                       | 39.68  | Eugenia Urra (CHI)                                                         | 39.28  | Regina de Oliveira (BRA)                                                      | 39.06  |
| Pentatlo               | Célia Pereira (BRA)                                                              | 3223   | Ana Urbano (ARG)                                                           | 3183   | Sonia Riffo (CHI)                                                             | 3163   |

## Quadro de medalhas (não oficial)
| Ordem | País      | Medalha de ouro | Medalha de prata | Medalha de bronze | Total |
| ----- | --------- | --------------- | ---------------- | ----------------- | ----- |
| 1     | Argentina | 15              | 5                | 7                 | 27    |
| 2     | Brasil    | 14              | 10               | 10                | 34    |
| 3     | Chile     | 3               | 14               | 6                 | 23    |
| 4     | Uruguai   | 1               | 1                | 4                 | 6     |
| 5     | Venezuela | 0               | 2                | 3                 | 5     |
| 6     | Paraguai  | 0               | 1                | 1                 | 2     |
| 7     | Peru      | 0               | 0                | 2                 | 2     |

## Participantes (não oficial)
Uma contagem não oficial produziu o número de 179 atletas de 7 nacionalidades. Lista detalhada dos resultados podem ser encontradas no site "World Junior Athletics History" 
| - Argentina (39) - Brasil (38) - Chile (38) | - Paraguai (14) - Peru (15) | - Uruguai (22) - Venezuela (13) |